# Перо (име)
Перо је словенско мушко име, која се као скраћена варијанта имена Петар највише употребљава у Србији и Хрватској, али се користи и у Италији и има исто значење.

## Популарност
У Хрватској је ово име током 20. века било доста често, посебно у Загребу, Дубровнику и Сплиту, али му је у последњим годинама популарност опадала. У Словенији је 2007. ово име било на 304. месту, а у јужној Аустралији је 1998. било на 526. месту по популарности.